# Warsaw in the Sun
Warsaw In The Sun è una nota canzone del gruppo tedesco di musica elettronica, i Tangerine Dream, pubblicata come singolo nel novembre 1984.
Esso è stato pubblicato in tre versioni: in vinile 7", in 12" e in CD (ma solo nel Regno Unito).

## Formazione
- Edgar Froese: sintetizzatori, tastiere, chitarra elettrica.
- Christopher Franke: sintetizzatori, tastiere, drum machine.
- Johannes Schmoelling: sintetizzatori, tastiere.

## Fonte
- https://web.archive.org/web/20121230024735/http://www.voices-in-the-net.de/